# 白俄罗斯经济
白俄罗斯经济屬於中高度開發的混合经济，在全球人類發展指數中偏高，水資源豐富，從蘇聯時代開始就重工業基礎雄厚，在蘇聯時期是蘇聯生活水準最高的加盟共和國之一。2011年產業結構中農業占國內生產毛額（GDP）比重為8.6%、工業占31.7%、服務業占59.7%。白俄羅斯經濟極度依賴俄羅斯，進出口基本上以俄羅斯為主。其经济被描述为福利国家或市场社会主义。
白俄罗斯是全球首屈一指的卡车、拖拉机、公路施工设备以及市政车辆的出口国，所以長期受到歐美批評抵制下，依靠與俄羅斯和其盟國的經濟貿易，依然走出自己的發展道路，獲得較高生活水準，其財政狀況還勝過不少較弱的歐洲國家，其生產全球17%的联合收割机，BelAZ自卸车更占据了全球30%的市场份额。烏克蘭危機後受累於俄羅斯遭到歐美制裁，白經濟發展一度受困，但2010年後與中華人民共和國積極發展外貿的成果開始顯現，獲得較大出口成就。
受惠於工業發達的基礎白俄罗斯在IT服务的人均出口额方面远超其它独联体国家，堪比印度，在光学和激光装置以及核能控制系统等高新技术领域也有自主技術，中國經濟學家認為其有潛力成為「東歐的日本」或是至少成為東歐的南韓。現任政府對於微电子、纳米技术和生物技术等領域有高度投資興趣，意圖發展更高科技產業，中白工业园和北京饭店是引入中國資本的較大象徵，許多中國大陸本土企業開始進軍白設廠，意圖將此地較成熟的環境和高素質勞工當成進入東歐的跳版，並且東可發展俄羅斯、西可進軍歐洲、向南發展中東中亞，其政治上與中俄的高度同盟也讓許多企業對財富安全和經營風險較為放心。
另外，由於盧卡申科的強人政治，在白俄羅斯並未如俄羅斯或烏克蘭那樣，出現有許多商人藉由接管蘇聯時代的國有企業，將其民營化後自己成為經濟寡頭的現象，因此白俄羅斯的政治相對俄烏兩國更為獨立，較少受到來自經濟界的干涉。

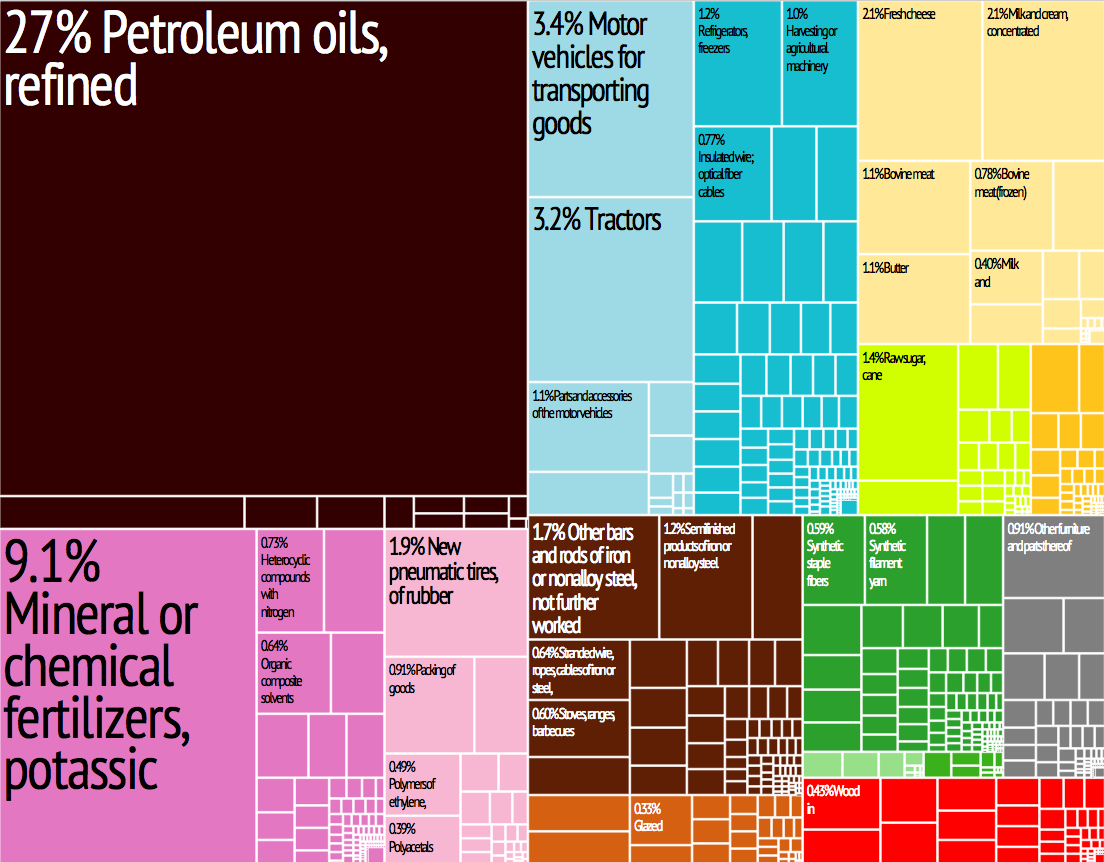
出口品

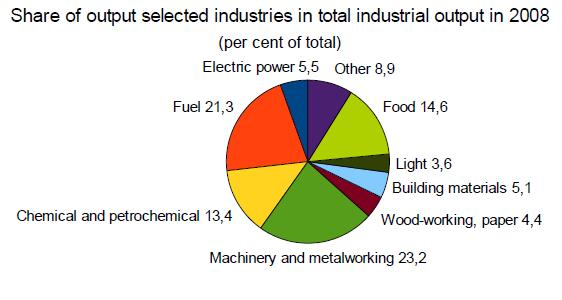
工業分布